# Инюшев, Андрей Алексеевич
Андрей Алексеевич Инюшев (погиб в октябре 1917) — подпрапорщик команды двинцев.

## Биография
Родился в Черниговской губернии.
Подпрапорщик 143-го Дорогобужского полка Северного фронта. Награждён Георгиевским крестом. Член РСДРП(б).
Отказался вместе с однополчанами 28 февраля 1917 года двигаться на Петроград для подавления революции. На общем собрании полка избран заместителем председателя полкового комитета. В апреле ездил в столицу для установления связей с Петроградским Советом.
22 июня 1917 года зачитал от имени солдат полка резолюцию с отказом идти в наступление.
Был предан военному суду.
Вместе с другими двинцами был привезен в Москву в Бутырскую тюрьму.
Погиб в Москве в октябрьских боях при установлении Советской власти.
Похоронен у Кремлёвской стены.